# Omri Tindal
Omri Tindal (Rotterdam, 25 januari 1986) is een Nederlands singer-songwriter, componist en danser.

## Levensloop
Tindal werd geboren in Rotterdam. Al op jonge leeftijd ontwikkelde hij gevoel voor muziek. Hij was vijf jaar lid van de close harmony groep Delighted. In deze tijd trad hij op met de Amerikaanse zanger Bilal en werkte hij met producer Giorgio Tuinfort. Op 20-jarige leeftijd kwam hij bij de theatergroep Soul Brother waarmee hij vervolgens twee jaar lang door Nederland trok. Hij nam deel aan het derde seizoen van The voice of Holland. In 2013 was hij finalist van de MusicMatters award.
Hij was vervolgens te zien in de musicals Jersey Boys en Dreamgirls. Hij speelde een van Jezus' discipelen in The Passion 2016 en in The Passion 2017 speelde hij Petrus.

## Filmografie

### Nasynchronisatie
- Kiff - Trevor Angstrom (2023)
- Sonic the Hedgehog 3 - Overige stemmen (2024)